# Всемирный день старейших сограждан
Всемирный день старейших сограждан — отмечается ежегодно 21 августа.
Впервые празднование состоялось в 1991 году. Этот день призван повысить осведомленность о факторах и проблемах, которые влияют на пожилых людей, таких как ухудшение здоровья и жестокое обращение с пожилыми людьми. Это также день признания и признания вклада пожилых людей в развитие общества.

## История
История Всемирного дня пожилых людей берёт свое начало в 1988 году. Он был официально утверждён президентом США Рональдом Рейганом как Национальный день старейших сограждан. 19 августа 1988 года, он промульгировал «прокламацию № 5847», в которой дата 21 августа провозглашена как Национальный день старейших сограждан. Рональд Рейган был первым, кто объявил такой день.
Рональд Рейган сказал в своей президентской прокламации:

За всё, чего они достигли за свою жизнь, и за всё, что они продолжают делать, мы должны выразить нашу благодарность и искренние приветствия нашим пожилым гражданам. Мы можем лучше выразить нашу благодарность и признательность, убедившись, что наши сообщества являются хорошими местами. Старость и зрелость, места, где пожилые люди могут участвовать как можно активнее и найти ободрение, принятие, поддержку и услуги, необходимые им для продолжения независимой и достойной жизни.
Оригинальный текст (англ.)On the media, there are regular incidents in which young, misguided boys and teenagers are involved in crime and violence. If a boy child is neglected or fed a diet of hate and violence it is obvious he will develop into a teenager who is misguided and confused. There is an urgent need to focus on the home and school in order to save the boy child.
— Proclamation 5847 -- National Senior Citizens Day, 1988

## Цель
Всемирный день пожилых людей — это возможность отдать дань уважения и признательности пожилым людям за их заслуги, достижения и преданность делу, которые они вложили в свою жизнь.